# Castillo de Segura de Toro

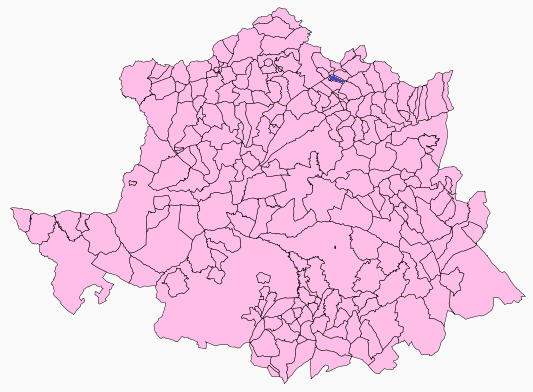
Localización de Segura de Toro en la provincia de Cáceres

El Castillo de Segura de Toro es una edificación defensiva y sus orígenes se remontan al último tercio del siglo XII. Se encuentra en la localidad Segura de Toro, fundada por los vetones, y perteneciente a la provincia de Cáceres, en la Comunidad Autónoma de Extremadura de la que dista 122 km.
La fortificación la construyeron los  templarios para vigilar la principal ruta de tránsito de personas y mercacías desde el norte hasta el sur por la Vía de la Plata. Los Reyes Católicos concedieron el dominio de la zona y del castillo a partir de 1489 a Pedro de Carbajal.